# Euphorbia lophogona
Euphorbia lophogona es una especie fanerógama perteneciente a la familia de las euforbiáceas. Es un arbusto, perenne  con tallo cilíndrico y carnoso.

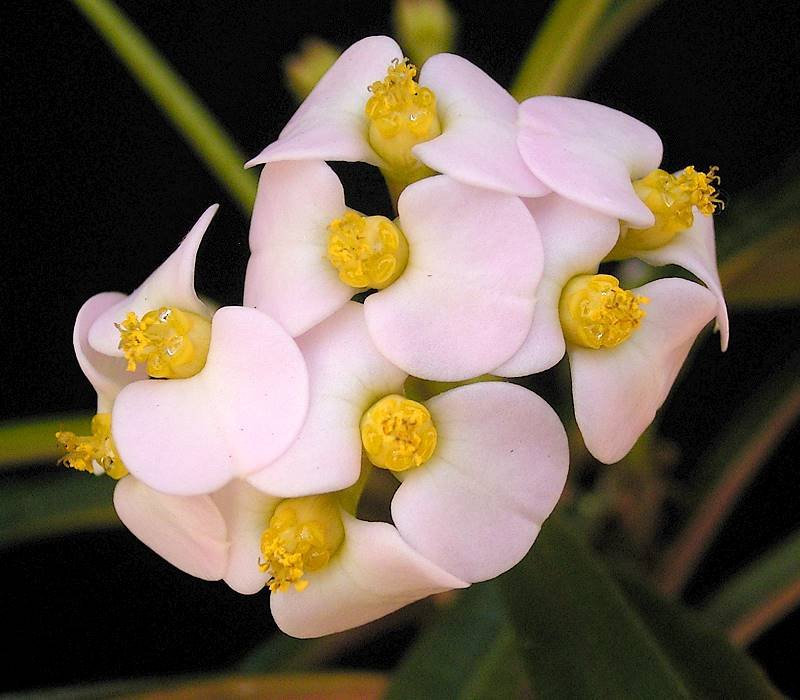
Flores

## Distribución geográfica
Es endémica de Madagascar en las provincias de Fianarantsoa, Toamasina y Toamasina. Su natural hábitat es el bosque seco subtropical o tropical.  Está amenazado por la pérdida de hábitat.

## Descripción
El tallo sin ramas o con pocas ramas, a veces retorcidas en espiral, se reducen hasta el ápice, con hileras longitudinales de espinas, con un diámetro de 3 cm. Las ramas pentagonales,  con las cicatrices grises de las hojas caídas. Las hojas son de coloración brillante, de color verde brillante o rojizo,  ovaladas, enteras, 12 cm de largo, 2.5 (5) cm de ancho, carnosas a casi coriáceas, con nervadura central prominente, con vetas blancas laterales. 

## Taxonomía
Euphorbia lophogona fue descrita por Jean-Baptiste Lamarck y publicado en Encyclopédie Méthodique, Botanique 2: 417. 1788.
Etimología
Euphorbia: nombre genérico que deriva del médico griego del rey Juba II de Mauritania (52 a 50 a. C. - 23), Euphorbus, en su honor – o en alusión a su gran vientre –  ya que usaba médicamente Euphorbia resinifera. En 1753 Carlos Linneo asignó el nombre a todo el género.
lophogona: epíteto
Variedades
- Euphorbia lophogona var. lophogona
- Euphorbia lophogona var. tenuicaulis Rauh 1991[6]